# Dettopsomyia philippina
Dettopsomyia philippina är en tvåvingeart som först beskrevs av Hajimu Takada 1976.  Dettopsomyia philippina ingår i släktet Dettopsomyia och familjen daggflugor.
Artens utbredningsområde är Filippinerna. Inga underarter finns listade i Catalogue of Life.